# Sandmarksrotpiga
Sandmarksrotpiga (Rhyzobius litura) är en skalbaggsart som först beskrevs av Fabricius 1787.  Rhyzobius litura ingår i släktet Rhyzobius, och familjen nyckelpigor. Arten är reproducerande i Sverige.
Sandmarksrotpigan har kort oval kroppsform med svagt välvt skal. Ögonen är svarta med grova facetter. Antenner och ben är halmgula. Ovansidan är vanligen brungul med svag u-formad teckning på ryggen. Teckningen är ibland ankarformad och kan också vara mycket svag. Vissa exemplar är snarare bruna än brungula. De blir 2,5-3 millimeter långa.
Sandmarksrotpiga har en palaearktisk förekomst, den finns i större delen av Europa, Nordafrika och Turkiet. I Sverige förekommer de i Skåne, Blekinge, Öland, Gotland, längs Smålandskusten och i ett mindre område i centrala Uppland. Sandmarksrotpigan trivs bäst på sandiga havsstränder och i öppna ängsmarker. De lever troligen mestadels av rotlöss.

## Bildgalleri

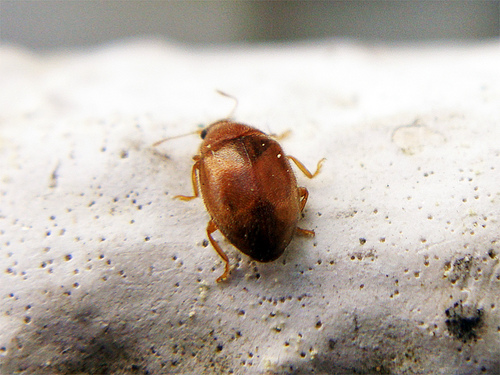
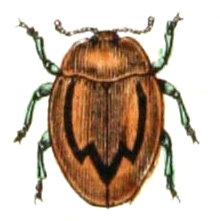